# Uschakovia gorbunovi
Uschakovia gorbunovi är en mossdjursart som beskrevs av Arnold Girard Kluge 1946. Uschakovia gorbunovi ingår i släktet Uschakovia och familjen Bugulidae. Inga underarter finns listade i Catalogue of Life.